# Irina Pustica
Irina Pustica (în rusă Ирина Иосифовна Пустика, transliterat: Irina Iosifovna Pustika; n. 1920, Rîbnița, Gubernia Podolia, Republica Populară Ucraineană) a fost un om de stat și politician sovietic moldovean, distins cu Ordinul Lenin.

## Biografie
S-a născut în anul 1920 în orașul Rîbnița din ținutul Balta, atunci parte a efemerei RP Ucrainene (astăzi în Transnistria, Republica Moldova). 
Pe parcursul anilor 1936-1975 a fost maistru al brigăzii de culturi de câmp a fermei colective „Voroșilov”, cercetaș al detașamentului de partizani din regiunea Krasnodar, președinte al fermei colective „Kirov” în satul Ghidirim, raionul Rîbnița. În timpul conducerei fermei colective, ferma a fost recunoscută drept una dintre cele mai de succes din RSS Moldovenească. Drept recunoaștere a realizărilor sale, a fost distinsă cu Ordinul lui Lenin, iar un număr de muncitori au primit Ordinul Steagul Roșu al Muncii.
A fost aleasă deputat al Sovietului Suprem al URSS al convocărilor a II-a, a III-a, a IV-a.
În 1988 a fost aleasă cetățean de onoare al raionului Rîbnița.
A decedat, probabil, după anul 2012.